# Youssef Mansour
Youssef Mansour (arabe : يوسف منصور), né le 16 avril 1966 au Caire, est un acteur, réalisateur, producteur égyptien connu pour ses films d'arts martiaux,,,,,,,. Il s'est entraîné au kung-fu en Chine et en Amérique avant de se lancer dans une carrière cinématographique. Il est entré dans le cinéma égyptien par hasard lorsqu'il a rencontré le réalisateur Ibrahim Afifi et s'est vu offrir son premier rôle dans le film Le Vieillard et le Truand en 1989. Il devient célèbre dans les années 1990 en jouant dans des films égyptiens qui font appel aux arts martiaux, tels que Le Méchant Acteur en 1991, Le Bulldozer en 1992 et L'Homme féroce en 1995,.

## Filmographie

### Acteur
- 1975 - À la recherche des ennuis
- 1979 - Le Piège caché
- 1989 - Le Vieillard et le Truand
- 1992 - Le Méchant Acteur
- 1992 - Le Bulldozer
- 1996 - L'Homme féroce
- 2001 : Badr

### Producteur
- 1992 - Le Bulldozer

### Réalisateur
- 2001 : Badr